# Pan-Amerikaanse Honkbalconfederatie
De Pan-Amerikaanse Honkbalconfederatie of COPABE (Engels: Pan American Baseball Confederation, Spaans: Confederación Panamericana de Béisbol) is de overkoepelende organisatie van 27 Noord-, Midden- en Zuid-Amerikaanse honkballanden bij de wereldbond IBAF.